# Xian de Liangdang
Le xian de Liangdang (两当县 ; pinyin : Liǎngdāng Xiàn) est un district administratif de la province du Gansu en Chine. Il est placé sous la juridiction de la ville-préfecture de Longnan.

## Démographie
La population du district était de 51 805 habitants en 1999.